# Římskokatolická farnost Chudobín
Římskokatolická farnost Chudobín je územní společenství římských katolíků s farním kostelem svatého Františka Serafinského v děkanátu Konice.

## Historie farnosti
Chudobín je poprvé připomínán v listině ze začátku 14. století (falzu, které se hlásí k roku 1200). Farní kostel byl postaven v letech 1715–1716 přestavbou dřívějšího chrámu, jehož stáří není známé.

## Duchovní správci
Od 1. srpna 2011 zde působil jako administrátor excurrendo ThLic. Jan Maria Norbert Hnátek, OT, v červenci 2018 jej vystřídal Mgr. Radomír Metoděj Hofman, OT.

## Bohoslužby
| Kostel                         | Místo    | Bohoslužba (den) | Hodina      | Poznámka     |
| ------------------------------ | -------- | ---------------- | ----------- | ------------ |
| svatého Františka Serafinského | Chudobín | neděle pondělí   | 11.05 16.45 | farní kostel |

## Aktivity ve farnosti
Ve farnostech na Konicku, které spravuje Německý řád (Bouzov, Luká, Bílá Lhota, Chudobín, Měrotín, Náměšť na Hané) vychází od roku 2001 občasník Farní trouba.
Ve farnosti se koná tříkrálová sbírka. V roce 2017 činil její výtěžek v Haňovicích 10 073 korun, v celé Litovli 86 647 korun.